# 馬丕瑤
馬丕瑤（？—1895年），字玉山、一字珠溪，河南省彰德府安陽縣（今河南省安陽市）人，清朝政治人物、同進士出身。

## 生平
同治元年，登進士3甲第20名，后署山西平陸縣知縣；任山西永濟縣知縣。同治十三年，任河東監掣同知。光緒三年，署山西解州直隸州知州；後任山西遼州直隸州知州。光緒八年，任山西太原府知府。光緒十年，升任山西冀甯道。次年署山西按察使。光緒十三年，任貴州按察使，署貴州布政使；同年任廣西布政使。光緒十五年，升任廣西巡撫。光緒二十年，任廣東巡撫。

## 家族
祖父馬如竹。父馬均亭。
有子馬吉森、馬吉樟、馬吉梅、馬吉樞；女婿湯萊臣、原秉理、劉耀德。